# Bananiera

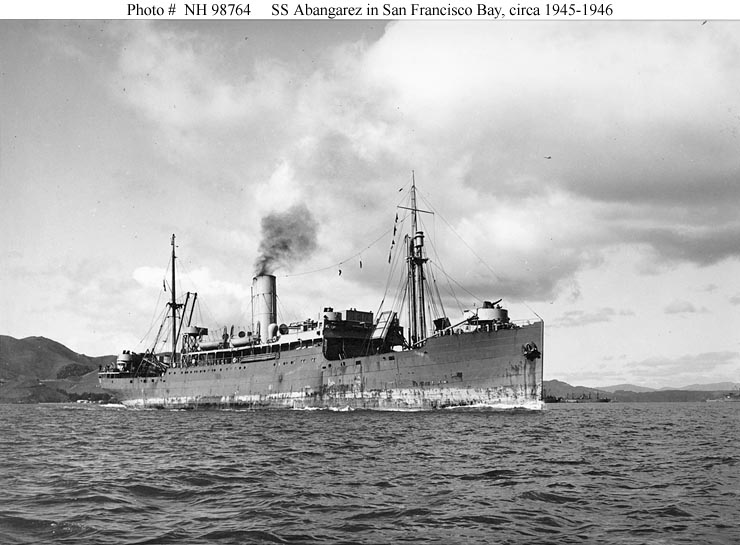
La SS Abangarez, bananiera della United Fruit Company negli anni 1940

La bananiera è un tipo particolare di nave da carico che, come si evince dal nome, è primariamente destinata al trasporto di grandi quantitativi di banane dai paesi tropicali di produzione agli altri paesi importatori.
Le bananiere sono progettate per raggiungere alte velocità e godere di una lunga autonomia per coprire le loro rotte senza fare scalo in altri porti; sovente sono attrezzate come navi frigorifere. Per quanto il loro scopo primario sia il trasporto delle banane, le bananiere possono trasportare anche altri tipi di frutta o prodotti agricoli; alcune bananiere possono ospitare a bordo un certo numero di passeggeri, da poche dozzine fino a diverse centinaia nel caso delle navi più grandi.
Nella prima metà del XX secolo le grandi compagnie impegnate nel commercio delle banane, come la Standard Fruit Company o la United Fruit Company, arrivarono a disporre di flotte composte da decine di unità bananiere; in tempi più recenti, tuttavia, l'uso di specifiche unità bananiere è notevolmente diminuito e per il trasporto delle banane ci si affida sempre di più a normali navi frigorifero o a singoli container refrigerati imbarcati a bordo di normali portacontainer.